# Львовский государственный университет внутренних дел

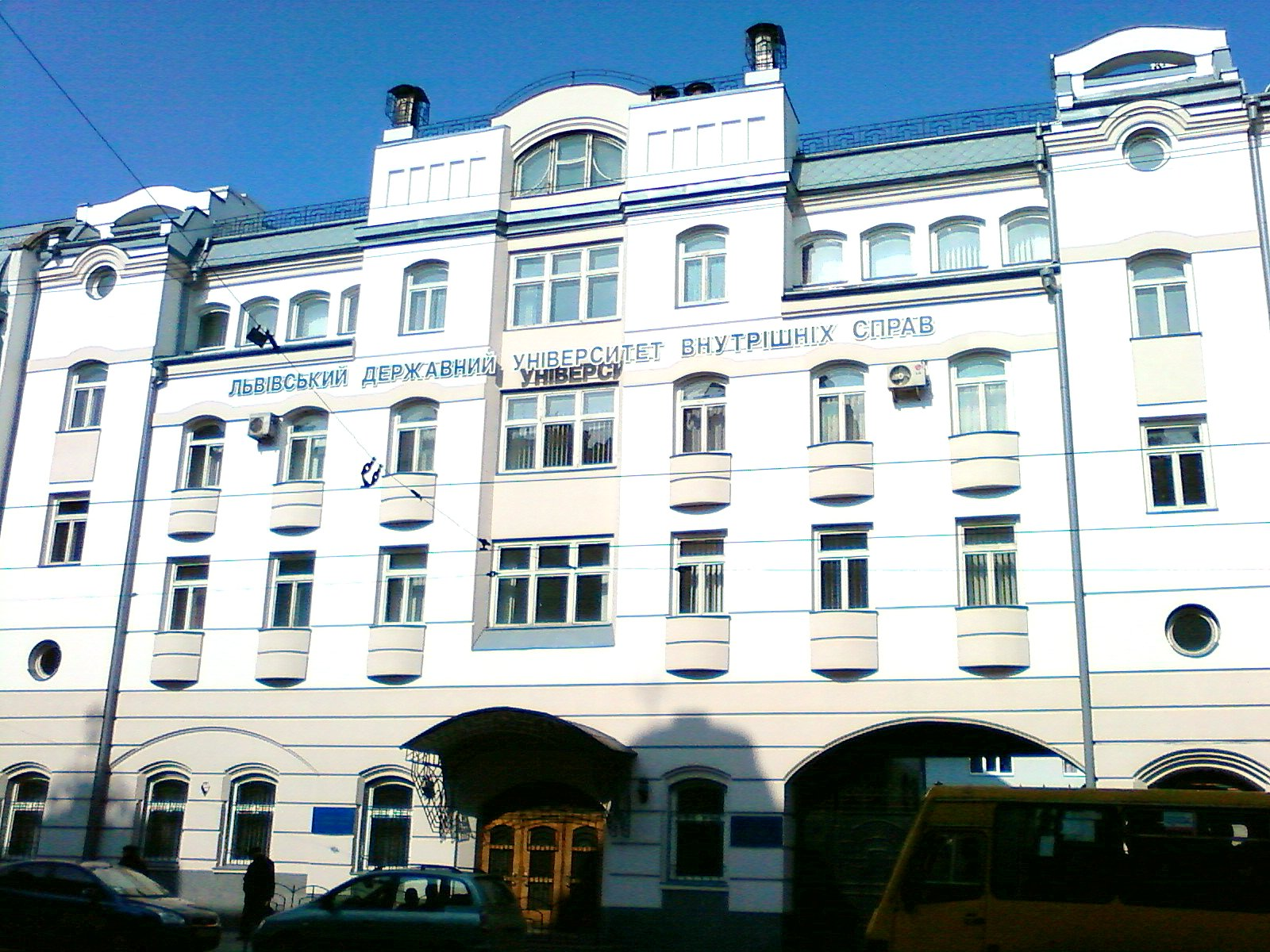
Здание Львовского государственного университета внутренних дел

Львовский государственный университет внутренних дел (укр.  Львівський державний університет внутрішніх справ) — базовое высшее учебное заведение Министерства внутренних дел Украины в западном регионе Украины.

## История становления и развития университета
ЛГУВД как учебное заведение начал свою деятельность в ноябре 1939 года, когда через 2 месяца после вхождения Западной Украины в состав УССР была создана Львовская школа милиции.
В 1951 г. во Львове была создана еще и Львовская специальная средняя школа подготовки начальствующего состава МВД СССР.
В 1989 г. Львовская специальная средняя школа милиции МВД СССР была объединена со Львовской специальной средней школой подготовки начальствующего состава МВД СССР и получила название Львовская специальная средняя школа милиции и начальственного состава МВД СССР.
После провозглашения независимости Украины, согласно приказу украинского МВД № 139 от 11 марта 1992 — это учебное заведение получило название Львовское училище внутренних дел МВД Украины.
В 1993 г. согласно приказу МВД Украины от 22 ноября 1993 г. № 741 «О преобразовании Львовского училища внутренних дел МВД Украины и Львовского отделения заочного обучения Украинской академии внутренних дел во Львовский институт внутренних дел при Украинской академии внутренних дел» был создан Львовский институт внутренних дел при Украинской академии внутренних дел.
Постановлением Кабинета Министров Украины от 8 ноября 2005 г. № 880 «О реорганизации высших учебных заведений и научно-исследовательских учреждений Министерства внутренних дел» львовский институт передан в состав Киевского национального университета внутренних дел.
Постановлением Кабинета Министров Украины от 23.12.2005 г. № 1266 «Вопросы высших учебных заведений Министерства внутренних дел» Львовский юридический институт Киевского национального университета внутренних дел был реорганизован во Львовский государственный университет внутренних дел и в его состав переданы Прикарпатский юридический институт Киевского национального университета внутренних дел, находящимся в г. Ивано-Франковске.

## Структура
Университет осуществляет подготовку специалистов на 7-ми факультетах:
- экономической безопасности,
- уголовной милиции,
- следствия,
- юридическом,
- экономическом,
- психологии,
- факультете заочного и дистанционного обучения сотрудников органов внутренних дел

по следующим направлениям:
- Правоведение,
- Менеджмент,
- Учет и аудит,
- Финансы и кредит,
- Психология,
- Практическая психология, а также повышение квалификации работников органов внутренних дел и довузовскую подготовку граждан Украины.

В настоящее время университет, признан аккредитованным по IV уровню.
Для подготовки специалистов высшей квалификации при университете работает адъюнктура (аспирантура) и два специализированных ученых совета по защите кандидатских диссертаций.
Подготовка специалистов по образовательно-квалификационному уровню «магистр» началась в 2004 г. и обеспечивается кафедрой уголовного права и криминологии.

## Происшествия
В октябре 2011 года из университета были похищены сто сорок пистолетов Макарова, несколько пулемётов и различное армейское снаряжение. Для расследования была создана комиссия во главе с советником министра внутренних делУ по западному региону Украины генерал-майором милиции О. Сало.

## Ссылка
- Официальный сайт